# Antonio García y Fernández
Antonio García y Fernández (Medina de Pomar, 2 de mayo de 1834 – Segovia, 5 de febrero de 1890) fue un clérigo y político español que ocupó el cargo de obispo de Segovia.
Nombrado senador del reino por la Archidiócesis de Valladolid en 1886, no juró y perdió su derecho al cargo, aunque un año después volvió a ser elegido.
| Predecesor: Rodrigo Echevarría y Briones | Obispo de Segovia 1876 - 1890 | Sucesor: José Proceso Pozuelo y Herrero |